# Montalvos
Montalvos é um município da Espanha na província de Albacete, comunidade autónoma de Castilla-La Mancha, de área 24 km² com população de 136 habitantes (2007) e densidade populacional de 5,96 hab/km².

## Demografia
| Variação demográfica do município entre 1991 e 2004 | Variação demográfica do município entre 1991 e 2004 | Variação demográfica do município entre 1991 e 2004 | Variação demográfica do município entre 1991 e 2004 |
| --------------------------------------------------- | --------------------------------------------------- | --------------------------------------------------- | --------------------------------------------------- |
| 1991                                                | 1996                                                | 2001                                                | 2004                                                |
| 123                                                 | 153                                                 | 139                                                 | 147                                                 |